# Jamal Crawford
Aaron Jamal Crawford (født 20. marts 1980 i Seattle, Washington, USA) er en tidligere amerikansk professionel basketballspiller, der spillede som shooting guard/Point guard i NBA fra 2000-2020. Han har, siden han kom ind i ligaen i år 2000, repræsenteret Chicago Bulls, New York Knicks Golden State Warriors, Atlanta Hawks, Portland Trail Blazers, Los Angeles Clippers, Minnesota Timberwolves, Phoenix Suns og Brooklyn Nets.

## Klubber
- 2000-2004: Chicago Bulls
- 2004-2008: New York Knicks
- 2008-2009: Golden State Warriors
- 2009-2011: Atlanta Hawks
- 2011-2012: Portland Trail Blazers
- 2012-2017: Los Angeles Clippers
- 2017-2018: Minnesota Timberwolves
- 2018-2019: Phoenix Suns
- 2019-2020: Brooklyn Nets